# Тривимірні графічні редактори
Тривимірні графічні редактори — графічний редактор, застосунок, який дає можливість користувачу створювати, редагувати та зберігати на комп'ютері 3D-графічні зображення для їх подальшого використання. 
У тривимірних графічних редакторах, таких як: Maya, SoftImage, 3D-Studio Max, LightWave3D тощо, створюється в три етапи. Найбільш тривалий і трудомісткий із них — побудова моделі, коли з окремих тривимірних об'єктів-примітивів формується сцена. Такі об'єкти можна змінювати будь-як за допомогою численних модифікаторів та об'єднувати у більш складні об'єкти. Готову сцену можна оглядати з усіх боків, рухаючи й обертаючи камеру. Далі потрібно встановити джерела освітлення й задати розташування камери. На цьому етапі для орієнтації у створюваному об'ємному просторі екран монітора зазвичай розподіляється на кілька частин: вигляд зверху, збоку, спереду і довільний вид. Після того як сцену створено, її необхідно «оживити», наклавши на об'єкти текстури (texture mapping) і рельєф (bamp mapping). 
Нa етапі рендерингу (візуалізації) створюється власне малюнок, з урахуванням усіх текстур, відблисків, тіней, різноманітних ефектів. Але можливості 3D-редакторів не обмежуються побудовою статичних зображень. Можна задати переміщення та змінення об'єктів сцени у часі. Результатом такого рендерингу стане справжній мультфільм! До того ж 3D-редактори використовують для створення персонажів різних ігор.
Найпотужнішим тривимірним графічним редактором, на думку більшості професіоналів, є Maya, а найпопулярнішим у всьому світі — 3D-Studio Мах.
Тривимірні графічні редактори дозволяють створювати та редагувати об'ємні об'єкти у тривимірному просторі. Вони використовуються для моделювання, текстурування і анімації об'єктів. Популярні програми включають Blender, Autodesk 3ds Max, Cinema 4D та Maya. Вони використовуються у відомостях, відеоіграх, архітектурному дизайні та інших галузях для створення реалістичних тривимірних сцен.